# Manipulación del mercado
La manipulación del mercado describe un intento deliberado de interferir con el funcionamiento libre y justo del mercado y de crear apariencias artificiales, falsas o engañosas con respecto al precio de o en el mercado de valores, materias primas o divisas.  
La manipulación del mercado está prohibida en los Estados Unidos bajo la Sección 9 (a) (2) de la Securities Exchange Act de 1934 y en Australia bajo la Sección 1041A s de la Ley de Sociedades de 2001. La Ley define la manipulación del mercado como las transacciones que crean un precio artificial o mantienen un precio artificial de un valor negociable. En esta materia también entra en acción la legislación de protección de los consumidores y usuarios.
La manipulación del mercado puede adoptar diversas formas, incluyendo operaciones ficticias, manipulación de precios, y la difusión de información falsa o engañosa. Por ejemplo, en la manipulación de precios, un actor puede realizar transacciones con el fin de inflar o deflacionar el precio de un activo para beneficio propio, afectando negativamente a otros inversores que operan bajo la suposición de que estos precios reflejan el valor real del activo. Las operaciones ficticias, por su parte, consisten en la realización de operaciones que no cambian la posición económica del operador, pero que generan una apariencia de actividad en el mercado, engañando así a otros participantes.
Las regulaciones que prohíben la manipulación del mercado buscan preservar la integridad y la transparencia de los mercados financieros, asegurando que los precios se establezcan mediante las fuerzas de oferta y demanda genuinas. En los Estados Unidos, la Comisión de Bolsa y Valores (SEC) es la encargada de aplicar la legislación contra la manipulación del mercado y puede imponer sanciones severas, incluyendo multas y penas de prisión, a quienes violen estas normas. Del mismo modo, en Australia, la Comisión de Valores e Inversiones de Australia (ASIC) vigila y sanciona las prácticas manipuladoras para proteger a los inversores y mantener la confianza en los mercados financieros. La legislación de protección de los consumidores también juega un papel crucial al ofrecer mecanismos para que los afectados puedan reclamar compensaciones por los daños sufridos debido a prácticas de manipulación del mercado.